# Брюс Бэннер (киновселенная Marvel)
Брюс Бэ́ннер (англ. Bruce Banner) — персонаж из медиафраншизы «Кинематографическая вселенная Marvel» (КВМ), основанный на одноимённом герое комиксов Marvel, широко известный под псевдонимом Халк (англ. Hulk).
Брюс Бэннер является известным физиком, подвергшимся эксперименту с гамма-излучением, разработанному для воспроизведения программы суперсолдата времён Второй мировой войны. Эксперимент провалился, и всякий раз, когда его пульс превышает 200 ударов в минуту или если он подвергается смертельной опасности, Бэннер превращается в большое мускулистое существо с зелёной кожей. Как Халк, он обладает сверхчеловеческой силой и живучестью. Со временем Бэннер демонстрирует всё большую способность контролировать трансформацию и становится одним из основателей команды «Мстители». После окончания войны с Альтроном Брюс, в облике Халка, покидает Землю на квинджете, приземляется на Сакааре и два года участвует в гладиаторских боях под правлением Грандмастера. В 2017 году Халк покидает Сакаар и помогает Тору в битве с Хелой. После победы над Хелой на корабль асгардцев нападает межгалактический титан Танос и избивает Халка, что позже скажется на его появлении. После щелчка Таноса Бэннер совмещает личность с Халком, превращаясь в «Умного Халка». Умный Халк помогает Тони Старку в создании машины времени и позже, заполучив альтернативные Камни Бесконечности, использует их и возвращает половину живых существ, уничтоженных Таносом. В дальнейшем Бэннер участвует в битве против альтернативного Таноса и его армии. Затем он помогает Стиву Роджерсу в возвращении Камней Бесконечности в их временные линии.
Роль Брюса Бэннера в КВМ исполнил сначала американский актёр Эдвард Нортон, а затем американский актёр Марк Руффало. Впервые Бэннер появляется в фильме «Невероятный Халк» (2008) и в дальнейшем становится одной из центральных фигур в КВМ, появившись в девяти фильмах по состоянию на 2022 год. Бэннер вернулся в сериале «Женщина-Халк: Адвокат» (2022).
Альтернативные версии Брюса Бэннера из Мультивселенной появляются в мультсериале «Что, если…?» (2021), где их озвучивает Марк Руффало.

## Концепция и создание
Халк впервые появился в качестве персонажа комиксов в «The Incredible Hulk» #1 (обложка датирована маем 1962 года), созданном писателем Стэном Ли, пенсиллером и соавтором Джеком Кирби и контуровщиком Полом Райнманом. Ли ссылался на «Франкенштейна» и «Доктора Джекила и мистера Хайда» в качестве источника вдохновения при создании Халка, в то время как Кирби вспомнил в качестве вдохновения историю о матери, которая спасает своего ребёнка, оказавшегося в ловушке под автомобилем. Ли дал альтер эго Халка аллитеративное имя «Брюс Бэннер», потому что он обнаружил, что ему легче запоминать аллитеративные имена. Халк изначально был серым, но проблемы с окраской привели к тому, что существо стало зелёным. Бэннер и его альтер эго появились в игровом телесериале 1978 года и в фильме 2003 года, который получил смешанные отзывы, а Marvel Studios вернула права на производство фильма с персонажем в феврале 2006 года.
В середине 2000-х годов Кевин Файги понял, Marvel всё ещё владеет правами на основных членов команды «Мстители», в число которых теперь входил Халк. Файги, будучи самопровозглашённым «фанатом», предполагал создать общую вселенную точно так же, как это сделали авторы Стэн Ли и Джек Кирби со своими комиксами в начале 1960-х годов. Луи Летерье, который проявлял интерес к режиссуре «Железного человека», был приглашён на должность режиссёра, а сценарий Зака Пенна должен был послужить вольным продолжением фильма 2003 года, но при этом история была ближе к комиксам и телесериалу 1978 года. Дэвид Духовны был главным претендентом на главную роль в фильме, а первоначальным выбором Летерье на эту роль был Марк Руффало. В апреле 2007 года Эдвард Нортон был нанят, чтобы изобразить Бэннера и переписать сценарий Пенна, чтобы дистанцироваться от фильма 2003 года и установить свою собственную идентичность в качестве перезапуска, хотя он в титрах не был указан как сценарист. Продюсер Гейл Энн Хёрд вспомнила, как Нортон изображал двойственность в «Первобытном страхе» и «Бойцовском клубе», в то время как Нортон напомнил Кевину Файги Билла Биксби, который играл Бэннера в телесериале 1978 года. Лу Ферриньо, который играл Халка с Биксби, отметил, что Нортон «имеет похожее телосложение [и] похожую личность». Нортон был фанатом «Халка», ссылаясь на первые появления в комиксах, телешоу Биксби и работу Брюса Джонса над комиксами, как на его любимые изображения персонажа. Он выражал заинтересованность в исполнении этой роли в первом фильме. Сначала он отказался от этой роли, вспоминая, что «там [был] фактор вздрагивания или защитная часть вас, которая отшатывается от того, что это была бы плохая версия», поскольку он чувствовал, что предыдущий фильм «далеко ушёл от истории, которая была знакома людям, […] которая является историей о беглеце». Когда он встретился с Летерье и Marvel, ему понравилось их видение, и он поверил, что они надеются, что он будет руководить проектом. Во время New York Comic-Con 2008 года Летерье публично предложил Лу Ферриньо возможность озвучить Халка в фильме. Первоначально единственной репликой Халка было «Бетти» в конце фильма, что было бы его первым словом. Летерье знал, что фанаты хотели, чтобы он говорил нормально, и добавил «оставьте меня в покое» и «Халк крушить!» Последняя реплика получила одобрительные возгласы во время показа, на котором он присутствовал.

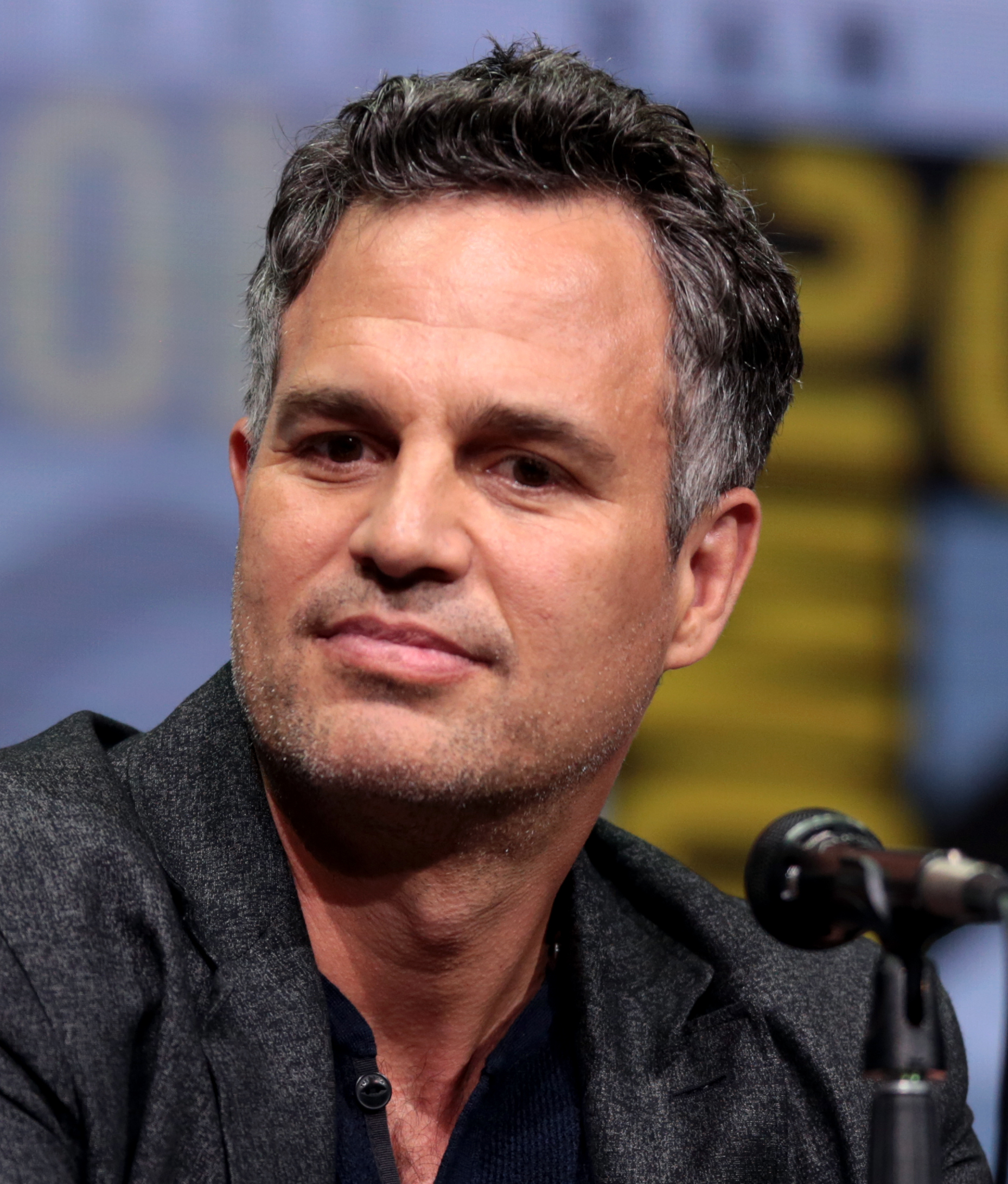
Нынешний исполнитель роли
Марк Руффало на «San Diego Comic-Con 2017», рекламируя фильм «Тор: Рагнарёк».

Марк Руффало начал исполнять роль Бэннера / Халка в «Мстителях» после того, как Файги сказал, что решил не возвращать Нортона. Нортон с тех пор утверждал, что это было его собственное решение никогда больше не играть Халка, потому что он «хотел большего разнообразия» в своей карьере и не хотел, чтобы его ассоциировали только с одним персонажем. Screen Rant отметил, что отчасти из-за смены актёров «многие забывают, что „Невероятный Халк“ даже является каноном в КВМ». В апреле 2012 года, несмотря на то, что Руффало может сыграть Халка в продолжении, Файги подтвердил в Collider, что в то время у Marvel не было планов снимать ещё один фильм о Халке. В ходе сессии вопросов и ответов Файги и Руффало подтвердили, что ведутся переговоры о создании ещё одного фильма о Халке из-за положительной реакции зрителей на выступление Руффало в «Мстителях». Однако Universal сохранила права на дистрибуцию «Невероятного Халка», а также право первого отказа в распространении будущих фильмов о Халке. В сентябре 2012 года Файги, изучая все возможные варианты сюжета для сиквела фильма, в том числе фильма, основанного на сюжетных линиях «Планета Халка» и «Мировая война: Халк», заявил: «Всё [с точки зрения историй из комиксов] на столе. Думаю ли я, что Халк может сняться в фильме и быть таким же интересным, как в „Мстителях“? Я действительно верю в это. Я действительно верю, что он абсолютно мог бы. Мы, конечно, даже не собираемся пытаться сделать это до „Мстителей 2“. Так что у нас есть много времени, чтобы подумать об этом».
В июне 2014 года Руффало сказал, что, по его мнению, студия, возможно, рассматривает возможность создания нового сольного фильма о Халке, сказав: «Я думаю, что они впервые задумываются об этом. Когда мы снимали „Мстителей“, это было в основном „Нет!“, и теперь есть некоторые соображения по этому поводу. Но до сих пор нет ничего определённого, даже скелетной версии того, что это было бы». В июле Файги заявил, что студия в то время не рассматривала фильм про «Планету Халка» из-за желания включить в фильм Бэннера Руффало. Тем не менее, он не исключил историю, в которой Халк и Бэннер оказались в космосе, и объяснил, почему сольный фильм о Халке не появился во Второй фазе КВМ, сказав: «После первых „Мстителей“ у Железного человека был свой фильм, у Тора был свой фильм, у Капитана Америки был свой фильм, а Вдова и Фьюри были в „Другой войне“. Так что, честно говоря, на самом деле речь шла о том, чтобы спасти кого-то, чтобы единственное место, где вы могли бы получить Халка между фильмами о Мстителях, — это следующий фильм про Мстители, так что [режиссёр Джосс Уидон] мог продолжать играть с этим [в „Мстителях: Эре Альтрона“]. Куда мы пойдём после этого, посмотрим».
В апреле 2015 года Руффало отметил, что «Universal», владеющая правами на распространение фильмов о Халке, может стать препятствием для выпуска будущего сольного фильма о Халке, и повторил это в октябре 2015 года и июле 2017 года. По данным «The Hollywood Reporter», потенциальная причина, по которой Marvel не приобрела права на распространение фильмов о Халке, как это было с Paramount Pictures для фильмов о Железном человеке, Торе и Капитане Америке, заключается в том, что Universal владеет правами на тематический парк для нескольких персонажей Marvel, которые материнская компания Marvel, Disney, хочет для своих собственных тематических парков. В декабре 2015 года Руффало заявил, что напряжённые отношения между Marvel и Universal могут стать ещё одним препятствием для выпуска будущего сольного фильма про Халка. В следующем месяце он указал, что отсутствие сольного фильма про Халка позволило персонажу сыграть более заметную роль в фильмах «Тор: Рагнарёк», «Мстители: Война бесконечности» и «Мстители: Финал», заявив: «Мы разработали действительно интересную арку в „Торе[: Рагнарёк]“, „Мстителях[: Война бесконечности]“ и [„Мстителях: Финал“] для Бэннера, который, я думаю, будет — когда всё сложится — будет похож на фильм о Халке, сольный фильм».
Чарльз Пуллиам-Мур из «Gizmodo» сказал о более ранних фильмах КВМ, что «в комиксах Marvel есть несколько сюжетных линий, которые углубляются в двойственность личности Бэннера / Халка… Фильмы Marvel отказались от этих сюжетных линий в пользу того, чтобы заставить Брюса болтать о науке и ломать вещи, когда это необходимо». Одним из специфических отличий от комиксов является участие Бэннера в создании Альтрона и Вижена, персонажа, который в комиксах был создан исключительно Альтроном. Вижен в фильмах создан как противовес Альтрону, который ранее был создан Старком и Брюсом Бэннером. В комиксах, однако, Альтрон был создан другим членом Мстителей, Хэнком Пимом.
Из-за отсутствия отдельных фильмов о Халке, персонаж был изображён в очень немногих сюжетных линиях, показанных в комиксах. В частности, сюжетная линия «Планета Халка» из комиксов сильно сжата и переработана в фильм «Тор: Рагнарёк»; в сюжетной линии комиксов герои Земли намеренно отправляют Халка в космос из-за его чрезмерно опасного характера, в то время как Халк из КВМ покидает Землю по собственному желанию. Сюжетная линия слившегося Бэннера / Халка, изображённая в «Мстителях: Финал», также отличается от комиксов, где сопоставимое слияние было достигнуто с помощью гипноза, выполненного психиатром-супергероем Доком Самсоном. В КВМ Бэннер совершает слияние самостоятельно, экспериментируя с гамма-излучением.

## Биография персонажа

### Происхождение
Брюс Бэннер — известный учёный, физик и врач с семью докторскими степенями и опытом в области гамма-излучения. В Калверском университете в Виргинии генерал Таддеус Росс встречается с Бэннером, коллегой и парнем своей дочери Бетти, по поводу эксперимента, который, по утверждению Росса, призван сделать людей невосприимчивыми к гамма-излучению. Эксперимент — часть программы суперсолдата времён Второй мировой войны, которую Росс надеется воссоздать, — терпит неудачу, и воздействие гамма-излучения заставляет Бэннера превращаться в Халка на короткие промежутки времени, всякий раз, когда его пульс поднимается выше 200 ударов в минуту. Халк разрушает лабораторию, ранит и убивает людей внутри. Бэннер становится беглецом от американских военных и, в частности, Росса, который хочет вооружить процесс Халка.

### Беглец

Брюс Бэннер / Халк в фильме «Невероятный Халк».

Пять лет спустя, в 2011 году, Бэннер работает на заводе по розливу содовой в Росинье, Рио-де-Жанейро, Бразилия, в поисках лекарства от своего состояния. В Интернете он сотрудничает с коллегой, которого знает только как «Мистера Блю», и для кого он «Мистер Грин». Он также изучает техники йоги, чтобы помочь сохранить контроль, и не измениться за пять месяцев. После того, как Бэннер порезал палец, капля его крови попадает в бутылку и в конечном итоге попадает в организм пожилого потребителя в Милуоки, Висконсин, вызывая у него гамма-болезнь. Росс выслеживает Бэннера, посылая команду спецназа во главе с русско-британским королевским морским пехотинцем Эмилем Блонски, чтобы захватить его. Бэннер превращается в Халка и побеждает команду Блонски. Эмиль соглашается на инъекцию аналогичной сыворотки, которая даёт ему повышенную скорость, силу, ловкость и исцеление, но также начинает деформировать его скелет и ухудшать его рассудок.
Бэннер возвращается в Калверский университет и воссоединяется с Бетти, но во второй раз подвергается нападению сил Росса и Блонски, снова превращаясь в Халка. Халк, по-видимому, убивает Блонски и убегает с Бетти. После того, как Халк превращается обратно в Бэннера, он и Бетти отправляются в бега, и Бэннер связывается с Мистером Блю, который призывает их встретиться с ним в Нью-Йорке. Мистер Блю — клеточный биолог доктор Сэмюэл Стернс — разработал возможное противоядие от состояния Бэннера. После успешного теста он предупреждает Бэннера, что противоядие может только обращать вспять каждую индивидуальную трансформацию. Стернс показывает, что он синтезировал образцы крови Бэннера, которые тот отправлял из Бразилии, в большой объём, с намерением применить его «безграничный потенциал» в медицине.
Опасаясь, что сила Халка попадёт в руки военных, Бэннер уничтожает кровоснабжение. Брюса ловят, и Эмиль заставляет Стернса использовать кровь Бэннера, чтобы превратить его в «Мерзость». Затем Блонски выходит из под контроля и начинает разрушать Гарлем. Понимая, что только Халк может остановить Мерзость, Бэннер прыгает с вертолёта Росса и трансформируется после удара о землю. После долгой и жестокой битвы в Гарлеме Халк побеждает Мерзость и убегает. Бэннер вскоре прекращает свои отношения с Бетти, понимая, что это больше не может работать. Месяц спустя, в Белла-Кула, Британская Колумбия, Бэннер успешно трансформируется контролируемым образом.

### Битва за Нью-Йорк и создание Альтрона
В 2012 году Бэннер находится в Калькутте, когда к нему обращается агент «Щ.И.Т.» Наташа Романофф, которая нанимает его для отслеживания Тессеракта по его излучению гамма-радиации. Вместе с Романофф Бэннер знакомится со Стивом Роджерсом и директором «Щ.И.Т.» Ником Фьюри на хеликэрриэре службы «Щ.И.Т.». После того, как Тони Старк и Стив Роджерс захватывают Локи, Бэннер и Старк исследуют скипетр Локи и активируют поиск Тессеракта по гамма-радиации. Старк и Брюс взламывают данные «Щ.И.Т.» и обнаруживают, что «Щ.И.Т.» намерен использовать Тессеракт для производства передового оружия. Внезапно на хеликэрриер нападают агенты, в том числе Клинт Бартон, находящиеся под контролем Локи, заставляя Бэннера превратиться в Халка. Тор пытается остановить Халка, однако у него не выходит и Халк нападает на истребитель «Щ.И.Т.», в результате чего падает на землю. Затем Бэннер прибывает в Нью-Йорк во время вторжения инопланетных существ читаури и встречается с Роджерсом, Старком, Тором, Романофф и Бартоном. После небольшого диалога о ярости Брюса, он превращается в Халка и останавливает массивное инопланетное существо. Во время битвы он сражается с Читаури, обезвреживает Локи в Башне Старка и спасает Старка от падения через портал на землю после потери энергии и сознания. Впоследствии Бэннер завязывает тесную дружбу со Старком и тесно сотрудничает с ним, даже просит помочь ему разработать броню против Халка, чтобы остановить его в случае, если он потеряет контроль над Халком — броню «Халкбастер».
В 2013 году Бэннер и Старк отдыхают в Башне, в то время как Старк рассказывает ему истории о своих миссиях в качестве Железного человека, обращаясь за советом, но Бэннер засыпает, говоря Старку, что это не его профиль.
В 2015 году Бэннер в виде Халка и Мстители совершают атаку на объект «Гидры» в Заковии и забирают скипетр Локи, захваченный лидером «Гидры» и бароном Вольфганг фон Штрукером. В Башне Мстителей Тони Старк и Брюс Бэннер обнаруживают искусственный интеллект в Камне скипетра и тайно решают использовать его для завершения глобальной оборонительной программы «Альтрон», разработанной Тони Старком. После праздничной вечеринки, очнувшийся Альтрон нападает на Бэннера и Мстителей в Башне, крадёт скипетр и сбегает в Заковию. В Йоханнесбурге Бэннер и Мстители пытаются остановить Альтрона, однако благодаря мутанту Ванде Максимофф, использующей свои телекинетические способности, насылает на Бэннера видения, заставляя Бэннера превратиться Халка и направляет того на город. Будучи в трезвом уме, Старк останавливает Халка при помощи брони «Халкбастер». В связи с отрицательным общественным мнением, вызванным действиями Халка, Бэннер и Мстители отправляются на ферму Бартона, где Романофф и Бэннер развивают взаимное влечение. Будучи там, к ним прибывает Ник Фьюри и убеждает Мстителей составить план, чтобы остановить Альтрона. Однако в результате удачной попытки перехвата вибраниумного тела, Альтрон захватывает Романофф была и доставляет её в Заковию. Вернувшись в Башню Мстителей, Старк предлагает Бэннеру интегрировать разум Д.Ж.А.Р.В.И.С.а в полученное тело, чтобы создать того, кто сможет остановить Альтрона. Бэннер соглашается, однако Стив Роджерс вступает со Старком и Бэннером в конфронтацию, не желая повторять ошибку. Прибывший Тор заряжает тело до максимума, создавая синтетическое существо. Существо нападает на Тора, однако поразмыслив, извиняется и представляется «Вижном». Тор объясняет свои действия, основываясь на своём видении, заявляет, что Вижн является хранителем одного из Камней Бесконечности — Камня Разума. Бэннер покидает команду, и во время атаки на базу, находит Романофф и освобождает, однако Наташа скидывает Бэннера в яму, заставляя его превратиться в Халка, чтобы сразиться с Альтроном. После финальной битвы с Альтроном в Заковии, Халк покидает Землю на квинджете.

### Пребывание на Сакааре и Рагнарёк
Через 2 года квинджет Халка аварийно приземляется на планете-свалке Сакаар. Его принимает Грандмастер Сакаара, заставляя его сражаться против других участников гладиаторских боёв. Он становится самым популярным бойцом, оставаясь непобеждённым и завоёвывая восхищение народа Сакаара, и становится «Чемпионом» Грандмастера.
В 2017 году Тор терпит крушение на Сакааре. Его захватывает Валькирия и приводит к Грандмастеру, который заставляет Тора вступить в бой с Халком в своём первом матче. Используя свои способности, Тор одерживает верх над Халком, однако Грандмастер саботирует бой, обеспечивая Халку победу. Всё ещё порабощённый Тор пытается убедить Халка помочь ему спасти Асгард от Рагнарёка, а затем сбегает из дворца, чтобы найти разбитые останки квинджета, на котором прибыл Халк. Халк следует за Тором на корабль, где запись Романофф заставляет его снова превратиться в Брюса Бэннера впервые за два года. Бэннер потрясён, узнав, что он находится в космосе, и выражает опасение, что, если он снова станет Халком, он никогда не сможет вернуться в свой человеческий облик. Бэннер и Тор объединяются с Валькирией и Локи и сбегают с Сакаара в Асгард. Бэннер снова становится Халком, чтобы спасти беженцев-асгардцев от гигантского волка Фенрира.
Когда Суртур уничтожает Асгард, Халк сопровождает Тора, Валькирию, Локи и асгардцев на сакаарском судне «Властитель», направляющемся на Землю.

### Противостояние с Таносом
В 2018 году межгалактический титан Танос и «Чёрный Орден» перехватывают «Властитель», чтобы получить Камень Пространства из Тессеракта. Халк сражается с Таносом, однако Танос его одолевает. Хеймдалл использует мост Биврёст, и отправляет Халка на Землю. Халк совершает аварийную посадку в Санктум Санкторум к Стивену Стрэнджа и Вонгу в Нью-Йорке, превращаясь в Бэннера. Бэннер предупреждает Стрэнджа о Таносе, и Стивен связывается со Старком. Когда Эбеновый Зоб и Кулл Обсидиан прибывают в Нью-Йорк за Камнем Времени, Бэннер пытается превратиться Халком, но не может этого сделать. Он впервые отправляется на Базу Мстителей, встречаясь с Джеймсом Роудсом, а затем с Роджерсом, Романофф, Сэмом Уилсоном, Максимофф и Вижном. Он предлагает Вижну не жертвовать собственной жизнью, а попытаться изъять Камень без смертельных последствий для Вижна. Бэннер, вместе с другими Мстителями отправляется в Ваканду, где использует броню «Халкбастер» Старка для битвы с аутрайдерами. К битве присоединяются Тор, Ракета и Грут, чему Бэннер очень рад. С помощью брони, Бэннер убивает Кулла Обсидиана. В лесу он становится свидетелем прибытия Таноса, и Танос, используя Камень Пространства уменьшает плотность брони и помещает её в скалу. Танос успешно уничтожает Вижна, получает Камень Разума, заполняя Перчатку Бесконечности и производит «щелчок», однако Бэннер выживает.
Бэннер, выжившие Мстители и Ракета возвращаются на Базу Мстителей и вскоре их встречает Кэрол Дэнверс. Затем он становится свидетелем того, как Дэнверс возвращает Старка на Землю. После напряжённого разговора Старка со Стивом Роджерсом, Старк теряет сознание, в результате чего Бэннер вводит ему успокоительное. Он сопровождает выживших Мстителей, Дэнверс, Ракету и Небулу на планету Титан II, на которой был зафиксирован выброс энергии, аналогичный с выбросом энергии во время щелчка Таноса. Они атакуют Таноса, однако узнают, что он уничтожил Камни, чтобы никто не смог отменить его действия. Поняв, что ситуация неисправима, Тор обезглавливает Таноса.

### Хрононалёт и отмена действий Таноса
В 2019 году Бэннер проходит гамма-эксперименты, чтобы сбалансировать свои две стороны. К 2023 году он находит компромисс с личностью Халка и достигает равновесия с личностью Халка: в результате этих действий, Бэннер находится в теле Халка, однако с разумом и голосом Бэннера. Он встречает Роджерса, Романофф и Скотта Лэнга, прибывшего из Квантового мира в закусочной и соглашается помочь им с их планом путешествия во времени через Квантовый мир. На Базе Мстителей они тестируют способ путешествия во времени с помощью небольшого квантового туннеля, однако попытки оказываются безуспешными. На базу Мстителей прибывает Старк и предлагает свою помощь в построении машины времени. Собирая команду, Бэннер и Ракета отправятся в Норвегию в «Новый Асгард» и вербуют подавленного Тора, чтобы он вернулся и помог Мстителям. Вернувшись в Базу, Мстители разрабатывают операцию «Хрононалёт», направленную на изъятие альтернативных версий Камней Бесконечности из различных временных линий. Бэннер, Роджерс, Старк и Лэнг в альтернативный 2012 год, во время битвы за Нью-Йорк. Бэннер отправляется в Санктум Санкторум, однако вместо Стивена Стрэнджа, он встречает альтернативную версию Древней, которая отказывается отдавать ему Камень. Пообещав, что Мстители вернут Камни в то же время, когда их изъяли по завершении миссии, Брюс получает Камень Времени от Древней.
Узнав о гибели Романофф ради получения Камня Души, Брюс вдохновляет команду закончить начатое, то, ради чего погибла Наташа. Бэннер, Старк и Ракета создают новую Перчатку Бесконечности из наночастиц и помещают в неё альтернативные Камни Бесконечности. Бэннер добровольно использует Камни Бесконечности, ссылаясь на свою общую силу и специфическую устойчивость к гамма-излучению. Используя Перчатку с Камнями, Бэннер возвращает половину жизни во Вселенной, уничтоженную Таносом, хотя в процессе его правая рука серьёзно травмируется(позже ему в будущем высказали особую благодарность за возвращение половины населения вселенной). После этого альтернативная версия Таноса появляется из Квантового мира и атакует Базу, в результате чего Бэннер, Ракета и Роудс оказываются в ловушке под обломками, пока их не спасает Лэнг. Затем он принимает участие в финальной битве против Таноса и его армии, которые в конечном итоге терпят поражение, когда Старк использует Камни Бесконечности, ценой собственной жизни. После битвы Бэннер присутствует на похоронах Старка, а затем готовит новый квантовый портал, для того, чтобы Роджерс мог вернуть альтернативные Камни Бесконечности и Мьёльнир в их временные линии. Он, Баки Барнс и Сэм Уилсон становятся свидетелями того, как в их вселенную возвращается пожилой Роджерс и отдаёт свой щит Сэму Уилсону.

### Встреча с Шан-Чи
Некоторое время спустя Бэннер возвращается в свою человеческую форму однако его правая рука так и не восстановилась после битвы против Таноса. После того, как Шан-Чи использует Десять колец, кольца начинают посылать таинственный сигнал в космос, побуждая Верховного чародея Вонга связаться с Бэннером и Кэрол Дэнверс, однако к единому выводу они не приходят.

### Обучение Женщины-Халка
Через некоторое время в процессе автомобильной поездки Бэннер и его двоюродная сестра Дженнифер Уолтерс перехватывают сакаарский корабль-разведчик, из-за чего попадают в автомобильную аварию и разбивают свою машину. Уолтерс вытаскивает Бэннера из машины, и его кровь случайно попадает в открытую рану на её руке, в результате чего Дженнифер превращается в Халка. После этого Уолтерс попадает в секретную лабораторию Бэннера в Мексике, где он объясняет их генетическое состояние и предлагает помочь ей контролировать свои силы. Дженнифер без труда справляется с заданиями Брюса, однако отказывается стать супергероиней и хочет вернуться к своей прежней жизни. Она пытается уехать домой, но Бэннер просит её остановиться, и между ними завязывается драка. Бэннер неохотно принимает желание Уолтерс вернуться к нормальной жизни и прощается с ней.
Позже Брюс разговаривает с Уолтерс по телефону и поддерживает её решение представлять Эмиля Блонски на слушаниях по его условно-досрочному освобождению, при этом Брюс отмечает, что получил от Блонски приятное письмо с «действительно искренним хайку» во время его заключения. Выясняется, что Брюс говорит с сакаарского космолёта, находящегося в глубоком космосе.
Позже Брюс возвращается на Землю, прибывает в ретритный центр Блонски и сражается с ним, но Дженнифер ломает четвёртую стену и заставляет продюсера удалить эту сюжетную линию. Через некоторое время после этого Брюс появляется на семейном собрании и представляет своего сына Скаара Дженнифер, её семье и Мэтту Мёрдоку.

## Альтернативные версии персонажа
Брюс Бэннер, озвученный Марком Руффало появился в первом сезоне анимационного сериала Disney+ «Что, если…?» в виде нескольких альтернативных версий самого себя:

### Гибель Мстителей
В альтернативном 2011 году Бэннер находится в бегах от Таддеуса Росса, пока не появляется Наташа Романофф, чтобы проконсультироваться с Бетти Росс относительно правды о внезапной гибели кандидатов инициативы «Мстители». Во время разговора с Романофф, их окружают войска генерала Росса. В Бэннера попадает «пуля», которая провоцирует его на превращение в Халка. После боя с людьми Росса, тело Халка внезапно раздувается до максимальной степени и взрывается. Позже оказывается, что именно Хэнк Пим, в качестве Жёлтого шершня, являясь той самой «пулей», отправил частицы Пима внутрь тела Халка спровоцировав увеличение его сердца, и как следствие, взорвав его тело.

### Зомби-эпидемия
В альтернативном 2018 году Бэннер возвращается на Землю, чтобы предупредить землян о Таносе, но обнаруживает, что большая часть населения превратилась в зомби в результате того, что Хэнка Пима заразила Джанет ван Дайн. Его пытаются заразить заражённые Тони Старк, Стивен Стрэндж и Вонг, однако его спасает Хоуп ван Дайн. Он работает вместе с оставшимися в живых, чтобы найти лекарство, и они сталкиваются с Вижном, которое заманивает выживших, чтобы скормить их тела заражённой Ванде Максимофф. После того, как Вижн искупает свои проступки, смертельно удалив Камня Разума и отдав его Бэннеру, Бэннер остаётся позади и ему снова удаётся превратиться в Халка. Он сражается с Максимофф и другими зомби, позволяя Питеру Паркеру, Т’Чалле и Скотту Лэнгу сбежать в Ваканду.

### Завоевание Альтрона
В альтернативном 2015 году, Альтрон получает своё вибраниумное тело с Камнем Разума, убивает Халка и большинство Мстителей и истребляет человечество с помощью ядерных ракет.

### Попытка хищения крови
В альтернативной временной линии 2015 года в Рождество башню Мстителей захватывает Джастин Хаммер с целью заполучить образцы крови Халка. Хэппи Хоган мешает им и случайно вкалывает кровь себе, превращаясь в халкоподобное существо по имени Фрик. Сам Бэннер в это время участвует в раздаче детям игрушек.

### Аномалия 1602 года
В альтернативном 2018 году Стив Роджерс во время битвы с Таносом в Ваканде случайно задевает Камень времени, и это порождает временную аномалию 1602 года. В ней Брюс Бэннер является узником наподобие Железной маски, но был освобождён Капитаном Картер и помогает ей вернуть аномалию в нормальное состояние.

### Гамма-войны
В альтернативном 2014 году Сэм Уилсон знакомится с Брюсом Бэннером и приводит его на свой сеанс психотерапии. Во время прогулки с Сэмом и его сестрой на яхте, когда начинается шторм, Бэннер превращается в Халка и сбегает. После этого он решает уничтожить Халка с помощью большой дозы гамма-радиации, но в результате рождается новый гамма-монстр — Апекс, который с помощью армии подчинённых ему гамма-монстров убивает Тони Старка, Стива Роджерса, Тора, Наташи Романофф и Клинта Бартона, использующих мехи. Бэннер отправляется в бега и скрывается на удалённом острове. Спустя 10 лет Сэм Уилсон находит его с помощью Баки Барнса и просит помочь, но Бэннер отказывается вновь превращаться в Халка, а вместо этого даёт Сэму технологию объединения мехов новой команды Мститилей в один под названием «Могучий Мститель». Когда Апекс выводит мех из строя, прибывший Бэннер использует ядерную бомбу для превращения в подобного Годзилле монстра, прозванного Мегахалком. Он побеждает Апекса и после речи Уилсона отправляется вместе с поданными на свой остров, где он проводил время в одиночестве.

## Появления в фильмах
- Эдвард Нортон исполняет роль Брюса Бэннера в «Невероятном Халке» (2008)[46], в то время как Лу Ферриньо озвучил Халка[47].
- Марк Руффало взял на себя роль Бэннера в «Мстителях» (2012)[48][49]. На этот раз голос Халка был смесью Руффало, Ферриньо и нескольких других[50], хотя единственная реплика Халка, «Мелковат», была сказана исключительно Руффало[51]. Майк Сеймур из FX Guide назвал Халка Руффало «самым успешным Халком» по сравнению с «менее чем полностью успешными предыдущими попытками создания цифровых Халков». Сеймур объяснил: «„Халк“ Энга Ли 2003 года и „Невероятный Халк“ Луи Летерье не смогли создать Халка, который мог бы ходить по цифровому канату впечатляющей, почти непобедимой силы, огромной массы тела, быстрых проворных движений, необузданного гнева и приятного выступления». Он заявил, что, напротив, у Халка Руффало были «как динамичные боевые сцены, так и приятные для толпы моменты юмора и диалога». Для достижения этой цели Industrial Light & Magic создала новую систему захвата движения и анимации лица. Лицо Халка было сгенерировано из живого слепка / сканирования лица Руффало, которым затем манипулировали в программе ZBrush, чтобы стать Халком, при этом убедившись, что сущность Руффало сохранена[52].
- Руффало вновь исполнил роль Бэннера в фильмах «Железный человек 3» (2013)[53], «Мстители: Эра Альтрона» (2015)[54] «Тор: Рагнарёк» (2017)[55], «Мстители: Война бесконечности» (2018), «Капитан Марвел» (2019)[56], «Мстители: Финал» (2019) и «Шан-Чи и легенда десяти колец» (2021)[57].

Обсуждалось продолжение «Невероятного Халка» 2008 года, и Marvel Studios предполагала возможный релиз после «Мстителей: Эры Альтрона» 2015 года из-за положительного отношения аудитории к изображению Брюса Бэннера Руффало в «Мстителях». Руффало намерен повторить свою роль в любой будущей адаптации персонажа. В июне 2014 года Руффало сказал, что, по его мнению, студия, возможно, рассматривает возможность создания нового отдельного фильма о Халке, сказав: «Я думаю, что они впервые задумываются об этом. Когда мы снимали „Мстителей“, это было в основном „Нет!“, и теперь есть некоторые соображения по этому поводу. Но до сих пор нет ничего определённого, даже скелетной версии того, что это было бы». В декабре 2014 года Джосс Уидон сказал, что, несмотря на положительный приём Руффало, новый сольный фильм о Халке не был анонсирован, потому что Marvel хотела иметь персонажа, который появляется только в фильмах про Мстителей. В апреле 2015 года Руффало сказал Collider, что Universal, владеющая правами на дистрибуцию фильмов о Халке, может стать препятствием для выпуска будущего сольного фильма про Халка.

### Другие медиа
- Архивные кадры персонажа появляются в «Славной миссии», первом эпизоде телесериала Disney+ «Локи».
- Руффало озвучил нескольких вариантов Бэннера в мультсериале Disney+ «Что, если…?»[62].
- Руффало вернулся в роли Брюса Бэннера в сериале «Женщина-Халк: Адвокат»[63]. В марте 2020 года Руффало подтвердил, что официально ведёт переговоры о повторении своей роли в сериале[64]. В декабре 2020 года Кевин Файги подтвердил, что Брюс Бэннер/Халк появится в телесериале «Женщина-Халк: Адвокат».

### Характеризация
Для «Невероятного Халка» Луи Летерье заявил, что переписанный Эдвардом Нортоном сценарий «придал истории Брюса реальную значимость», объяснив, что «только потому, что мы снимаем фильм о супергероях, он не должен просто нравиться 13-летним мальчикам. Мы с Эдом оба видим супергероев как новых греческих богов». О принятии персонажа для «Мстителей», Марк Руффало сказал: «Он парень, борющийся с двумя сторонами себя — тёмной и светлой — и всё, что он делает в своей жизни, фильтруется через проблемы контроля. Я вырос на телесериале Билла Биксби, который, как мне казалось, был действительно тонким и настоящим человеческим способом взглянуть на Халка. Мне нравится, что у этой части есть эти качества». Что касается места Халка в команде, Руффало сказал: «Он похож на товарища по команде, которого никто из них не уверен, что хочет видеть в своей команде. Он неуправляемый человек. Это как: „Просто брось гранату в середину группы, и будем надеяться, что все получится хорошо!“».
В «Эре Альтрона» Руффало заявил, что его персонаж вырос со времени предыдущего фильма и был «немного сложнее», когда назревала конфронтация между Бэннером и Халком: «Происходит очень крутая вещь: Халк так же боится Бэннера, как Бэннер боится Халка.. и они должны как-то примириться друг с другом». Во время съёмок в Лондоне Руффало сказал, что Уидон всё ещё не дал ему ни одной реплики Халка. Уидон позже объяснил, что он пишет реплики Халка спонтанно, сказав: «Что делает Халка таким трудным для написания, так это то, что вы притворяетесь, что он оборотень, когда он супергерой. Вы хотите, чтобы всё было наоборот… Итак, вопрос в том, как он продвинулся? Как мы можем внести изменения в то, что делает Халк? И это не только в сценарии, это от момента к моменту». Когда персонаж в следующий раз появляется в фильме «Тор: Рагнарёк», прошло два года с «Эры Альтрона», и Халк стал успешным и популярным гладиатором на Сакааре, подавив сторону Бэннера в те годы. Он формирует словарный запас «малыша», при этом уровень речи Халка был «большим разговором» между режиссёром Тайкой Вайтити и Marvel, поскольку он учитывал будущие появления персонажа: «Рагнарёк» начинает арку для персонажа, которая продолжается в фильмах «Мстители: Война бесконечности» (2018) и «Мстители: Финал» (2019). Руффало чувствовал, что Халк был «развязным» в фильме и был «гораздо большим персонажем, чем машина зелёной ярости», увиденная в первых двух фильмах про Мстителей.
Халк появляется лишь ненадолго в начале «Войны бесконечности», и Брюс Бэннер весь фильм пытается воссоединиться с Мстителями и «произвести впечатление на всех, насколько опасен Танос». Джо Руссо чувствовал, что Халк отказывается появляться на протяжении большей части фильма только частично, потому что он был напуган, но также и потому, что он понимает, что «Бэннеру нужен Халк только для борьбы. Я думаю, с него хватит спасать задницу Бэннера.» Руссо добавил, что это «действительно отражает путешествие из „Рагнарёка“... [где] эти два персонажа постоянно конфликтуют друг с другом из-за контроля». Разница между Халком и Бэннером должна быть показана как «начинающая немного размываться». Руффало описал Халка в «Войне бесконечности» как обладающего умственными способностями пятилетнего ребёнка. Несмотря на отсутствие дальнейших сольных фильмов, «Брюсу и Халку удалось создать арку персонажа за шесть лет, прошедших после „Мстителей“», причём «Тор: Рагнарёк» и «Война бесконечности» освещали продолжающуюся битву за контроль над тем, какая личность проявится, которая, как ожидается, будет решена в фильме «Мстители: Финал». В «Финале» показано, что личности Брюса Бэннера и Халка примирились и слились в Профессора Халка, у которого есть сила Халка, но интеллект Брюса Бэннера.

### Внешний вид и специальные эффекты
Во время съёмок «Невероятного Халка» Летерье ссылался на Голлума и Кинг-Конга из «Властелина колец» из «Кинг-Конга», соответственно, роли которых исполнил Энди Серкис с помощью захвата движения, как на стандарт, к которому он стремился. Нортон и Рот сняли 2500 дублей различных движений, которые совершали монстры (например, «громовые хлопки» Халка). Фосфоресцирующая краска для лица, нанесённая на лица актёров, и стробоскопическое освещение помогали записать в компьютер самые тонкие манеры поведения. Другие, в том числе Сирил Рафаэлли, обеспечивали захват движения для трюков и боёв после того, как главные актёры сделали отсылки в видео. Летерье нанял Rhythm and Hues для создания CGI, а не Industrial Light & Magic (ILM), которая создала визуальные эффекты для «Халка» Энга Ли. Компания по визуальным эффектам Image Engine потратила больше года на работу над кадром, где облучённая гамма-радиацией кровь Бэннера попадает через три заводских этажа в бутылку. Всего было создано 700 кадров с эффектами. Захват движения помог в размещении и синхронизации движений, но общая анимация ключевых кадров от Rhythm and Hues обеспечила необходимое «изящество [и] супергеройское качество».
Иллюстрация Халка из комиксов Дейла Киоуна послужила источником вдохновения для его дизайна. Летерье чувствовал, что у первого Халка было «слишком много жира [и] пропорции были немного неправильными». Он объяснил: «Халк совершенен, поэтому в нём нет ни грамма жира, всё точёное, а его мышцы и сила определяют это существо, поэтому он похож на танк». Супервайзер визуальных эффектов Курт Уильямс представил телосложение Халка как лайнбекера, а не бодибилдера. Для персонажа был выбран рост в девять футов, так как они не хотели, чтобы он был слишком нечеловечным. Чтобы сделать его более выразительным, были созданы компьютерные программы, контролирующие накачку его мышц и насыщенность цвета кожи. Уильямс привёл покраснение в качестве примера того, как цвет кожи людей зависит от их эмоций. Аниматоры чувствовали, что зелёная кровь сделает его кожу скорее темнее, чем светлее, а оттенки его кожи, в зависимости от освещения, либо напоминают оливковый, либо даже серый сланец. Его анимационная модель была завершена без полного знания компанией эффектов о том, что от него потребуется: он был настроен на то, чтобы делать всё, что они себе представляли, на случай, если модель будет использоваться для фильма «Мстители». Волосы Халка средней длины были смоделированы по образцу работ Майка Деодато. Изначально у него была короткая стрижка, но Летерье решил, что развевающиеся волосы придают ему больше характера. Летерье привёл фильм «Американский оборотень в Лондоне» в качестве вдохновения для трансформации Бэннера, желая показать, как больно ему было меняться. В знак уважения к игровому сериалу, глаза Бэннера первыми меняют цвет, когда он трансформируется.
«Мстители» был первым производством, в котором актёр, играющий Бэннера, также играет Халка. Руффало сказал журналу «New York Magazine»: «Я действительно взволнован. Никто никогда не играл в Халка точно; они всегда делали CGI. Они собираются сделать всё как в „Аватаре“, в stop-motion. Так что я действительно сыграю Халка. Это будет весело». 3D-модель, используемая для создания тела Халка, была смоделирована по образцу бодибилдера и стриптизёра Стива Ромма с Лонг-Айленда, в то время как лицо Халка было смоделировано по образцу Руффало. Чтобы создать экранного Халка, Руффало выступал в костюме для захвата движения на съёмочной площадке с другими актёрами, в то время как четыре HD-камеры для захвата движения (две для всего тела, две сфокусированы на его лице) запечатлели его лицо и движения тела. ILM вернулась, чтобы создать цифрового Халка. Джефф Уайт, супервайзер ILM по визуальным эффектам, сказал: «Мы действительно хотели использовать всё, что мы разработали за последние 10 лет, и сделать его довольно впечатляющим Халком. Одним из замечательных дизайнерских решений было включение Марка Руффало в его образ. Таким образом, большая часть Халка основана на Руффало и его игре, не только в захвате движения и на съёмочной площадке, но и на его глазах, зубах и языке».
Для фильма «Тор: Рагнарёк» ILM пришлось добавить гораздо больше деталей к чертам лица персонажа из-за увеличенного диалога Халка. Супервайзер ILM по визуальным эффектам Чад Вибе объяснил, что выражения лица Руффало были запечатлены свежими для фильма с использованием технологии захвата выступления Medusa. С помощью 90 различных захваченных выражений, ILM «создала совершенно новую библиотеку, которая позволила бы [Халку] охватить полный спектр нормальных визуальных характеристик человека». Чтобы помочь создать Халка, человек на съёмочной площадке был покрыт зелёной краской для тела и копировал предполагаемые движения персонажа, чтобы помочь художникам визуальных эффектов. Кроме того, актёр-каскадёр Пол Лоу, ростом менее 5 футов (1,5 м), заменял Хемсворта во время некоторых его взаимодействий с Халком, чтобы каскадёры Халка были пропорционально правильными. В некоторых случаях, когда Тор и Халк взаимодействовали, для Тора использовался цифровой двойник, также созданный ILM, чтобы иметь большую гибкость при съёмках. ILM работала над всеми моментами Халка в фильме за пределами финальной сцены боя, которую завершила Framestore с использованием ресурсов ILM, поскольку Framestore в первую очередь отвечала за скелетную анимацию этой сцены. Framestore сделала почти 460 кадров, на которых были изображены цифровые двойники Тора и Хелы, Фенрира, Корга, Мика, гигантского Суртура в конце фильма, и более 9000 зданий для Асгарда, основанных на активах, которые были у D Negative из «Царства тьмы», в результате чего было более 263 персонажей, транспортных средств, реквизита и массовых установок. Тайка Вайтити также обеспечил дополнительный захват движения для Халка после того, как Руффало завершил свои сцены.
Что касается обычного внешнего вида Брюса Бэннера, то его чувство стиля подверглось критике с замечанием, что «практически в каждом внешнем виде он носит неописуемый костюм с фиолетовой рубашкой на пуговицах». В отличие от этого, появление «Профессора Халка» Бэннера в фильме «Мстители: Финал», включая его склонность к вязаным свитерам, было описано как «горячее» и «сексуальное».

## Реакция
Выступление Нортона в роли Бэннера получило в целом положительный приём. Обозревая «Невероятного Халка», Марк Ранер из «The Seattle Times» написал, что «Перезапуск зелёного голиафа Marvel — это улучшение по сравнению с тяжеловесным Халком 2003 года режиссёра Энга Ли почти во всех отношениях, за исключением того, что настоящий Халк всё ещё выглядит едва ли лучше, чем что-то из видеоигры, и он всё ещё почти не разговаривает». И наоборот, Кристи Лемайр из Associated Press обнаружила, что «неизбежные сравнения с „Железным человеком“, первым блокбастером Marvel Studios этим летом, служат ярким напоминанием о том, чего не хватает этому Халку: ума и сердца. Несмотря на присутствие Эдварда Нортона, актёра, способного проникнуть так же глубоко, как Роберт Дауни-мл., мы не чувствуем сильного ощущения внутреннего конфликта Брюса Бэннера».
Изображение Марком Руффало доктора Брюса Бэннера / Халка в «Мстителях» было хорошо воспринято комментаторами. Джо Ноймайер высказал мнение, что его выступление было лучше, чем у остальных актёров; «Руффало — это откровение, превращающее Бэннера в кривой резервуар спокойствия, готовый превратиться в вулкан». Аналогичным образом, Энтони Лейн из «The New Yorker» провозгласил актёрскую игру Руффало одним из главных моментов фильма, наряду с Дауни. Карина Лонгворт из The Village Voice заключила: «Руффало успешно обновляет миф о Халке, играя Бэннера как восхитительно застенчивого ботаника-гения, который, в отличие от прихорашивающихся парней в команде, знает лучше, чем привлекать к себе внимание». Трэверс утверждал, что актёр излучал «неряшливую теплоту и юмор», в то время как Туран чувствовал, что он превзошёл предшественников Эдварда Нортона и Эрика Бана в роли персонажа. Оуэн Глейберман из «Entertainment Weekly» написал, что «самое умное, что сделали создатели фильма — это заставить Марка Руффало сыграть Брюса Бэннера как человека настолько чувствительного, что он каждый момент находится в состоянии войны с самим собой (фильм, наконец, решает проблему Халка: он намного веселее в малых дозах)».

### Награды
| Год  | Фильм                           | Награда                                             | Категория                                                         | Результат | Прим.   |
| ---- | ------------------------------- | --------------------------------------------------- | ----------------------------------------------------------------- | --------- | ------- |
| 2008 | «Невероятный Халк»              | National Movie Awards                               | Лучшее мужское выступление                                        | Номинация | [ 104 ] |
| 2008 | «Невероятный Халк»              | Scream                                              | Лучший актёр в фэнтези-фильме                                     | Номинация | [ 105 ] |
| 2008 | «Невероятный Халк»              | Scream                                              | Лучший супергерой                                                 | Номинация | [ 105 ] |
| 2012 | «Мстители»                      | Teen Choice Awards                                  | Choice Movie: Hissy Fit                                           | Номинация | [ 106 ] |
| 2013 | «Мстители»                      | Премия общества специалистов по визуальным эффектов | Лучший анимационный персонаж в игровом полнометражном фильме      | Номинация | [ 107 ] |
| 2013 | «Мстители»                      | MTV Movie Awards                                    | Лучший экранный дуэт (с Робертом Дауни-мл.)                       | Номинация | [ 108 ] |
| 2013 | «Мстители»                      | MTV Movie Awards                                    | Лучший бой (с актёрским составом)                                 | Победа    | [ 108 ] |
| 2013 | «Мстители»                      | MTV Movie Awards                                    | Лучший киногерой                                                  | Номинация | [ 108 ] |
| 2016 | «Мстители: Эра Альтрона»        | Энни                                                | Выдающееся достижение в анимации персонажа в игровом производстве | Номинация | [ 109 ] |
| 2016 | «Мстители: Эра Альтрона»        | MTV Movie Awards                                    | Лучший бой (с Робертом Дауни-мл.)                                 | Номинация | [ 110 ] |
| 2018 | «Тор: Рагнарёк»                 | MTV Movie & TV Awards                               | Лучший бой (с Крисом Хемсвортом)                                  | Номинация | [ 111 ] |
| 2018 | «Тор: Рагнарёк»                 | Teen Choice Awards                                  | Choice Movie: Лучший актёр научно-фантастического фильма/фэнтези  | Номинация | [ 112 ] |
| 2018 | «Мстители: Война бесконечности» | Teen Choice Awards                                  | Choice Movie: Hissy Fit                                           | Номинация | [ 112 ] |

## Комментарии
1. ↑  Как показано в эпизоде «Чьё это шоу?» сериала «Женщина-Халк: Адвокат» (2022).
2. ↑  Как показано в фильме «Невероятный Халк» (2008).
3. ↑  Как показано в фильме «Мстители: Эра Альтрона» (2015).
4. ↑  По словам Летерье, действие фильма происходит примерно через пять лет с тех пор, как Бэннер впервые преобразился. События фильма также происходят одновременно с событиями фильмов «Железный человек 2» (2010) и «Тор» (2011), действие которых разворачивается через шесть месяцев после событий «Железного человека» (2008).
5. ↑  События фильма «Мстители: Финал» (2019).
6. ↑  Изменённые события фильмов «Человек-муравей и Оса» и «Мстители: Война Бесконечности» (2018)
7. ↑  Изменённые события фильма «Мстители: Эра Альтрона» (2015)